# Вілласі (округ, Техас)
Шаблон:StateAbbr_ 26°29′ пн. ш. 97°36′ зх. д. / 26.49° пн. ш. 97.6° зх. д.
Округ Вілласі (англ. Willacy County) — округ (графство) у штаті Техас, США. Ідентифікатор округу 48489.

## Історія
Округ утворений 1911 року.

## Демографія
За даними перепису 2000 року загальне населення округу становило 20082 осіб, зокрема міського населення було 10267, а сільського — 9815. Серед мешканців округу чоловіків було 10296, а жінок — 9786. В окрузі було 5584 домогосподарства, 4586 родин, які мешкали в 6727 будинках. Середній розмір родини становив 3,85.
Віковий розподіл населення поданий у таблиці:
| Стать    | До 15 років | 15-21 | 22-29 | 30-39 | 40-49 | 50-65 | 65-85 | Понад 85 |
| -------- | ----------- | ----- | ----- | ----- | ----- | ----- | ----- | -------- |
| Чоловіки | 2692        | 1416  | 1287  | 1379  | 1283  | 1215  | 943   | 81       |
| Жінки    | 2543        | 1149  | 1003  | 1268  | 1221  | 1298  | 1160  | 144      |

## Суміжні округи
- Кенеді — північ
- Камерон — південь
- Ідальго — захід

## Виноски
1. ↑  Texas State Historical Association, Barkley R. R., Tyler R. C. Handbook of Texas — Texas State Historical Association, 1952. — ISBN 978-0-87611-151-2
2. ↑  U.S. Decennial Census. United States Census Bureau. Архів оригіналу за 4 квітня 2018. Процитовано 12 травня 2015.
3. ↑  Texas Almanac: Population History of Counties from 1850–2010 (PDF). Texas Almanac. Архів оригіналу (PDF) за 26 лютого 2015. Процитовано 12 травня 2015.
4. ↑  State & County QuickFacts. United States Census Bureau. Архів оригіналу за 25 лютого 2016. Процитовано 29 грудня 2013.(англ.) Наведено за англійською вікіпедією.
5. ↑  American FactFinder. Бюро перепису населення США. Архів оригіналу за 26 лютого 2012. Процитовано 31 січня 2008.

| США | Це незавершена стаття з географії США. Ви можете допомогти проєкту, виправивши або дописавши її. |